# Лопатні
Лопатні́ — село в Україні, у Ріпкинській селищній громаді Чернігівського району Чернігівської області. Населення становить 250 осіб. До 2020 орган місцевого самоврядування — Радульська селищна рада.

## Історія
12 червня 2020 року, відповідно до розпорядження Кабінету Міністрів України № 730-р «Про визначення адміністративних центрів та затвердження територій територіальних громад Чернігівської області», увійшло до складу Ріпкинської селищної громади.
19 липня 2020 року, в результаті адміністративно - територіальної реформи та ліквідації Ріпкинського району, село увійшло до складу Чернігівського району Чернігівської області.

## Населення

### Мова
Розподіл населення за рідною мовою за даними перепису 2001 року:
| Мова       | Кількість | Відсоток |
| ---------- | --------- | -------- |
| українська | 237       | 94.8%    |
| російська  | 9         | 3.6%     |
| білоруська | 4         | 1.6%     |
| Усього     | 250       | 100%     |

## Господарство
Функціонує сільськогосподарське ТОВ «ДНІПРО». Вид діяльності: розведення великої рогатої худоби.